# 良十四世教宗牧徽

罗伯特·方濟各·普雷沃斯特出任秘魯奇克拉約教區主教的牧徽

罗伯特·方濟各·普雷沃斯特枢机时期所使用的牧徽

2025年5月8日，良十四世当选为教宗。良十四世的教宗牧徽大体上保持了之前晋牧为主教时使用的牧徽设计，但略作调整以反映其作为教宗的地位。

## 盾徽
良十四世在盾徽中表达了对耶稣、玛利亚和教会的虔敬。同时也体现出其与圣奥斯定修道会的联系。

### 图案
盾徽分为两部分，分别有两种主要图案：  
- 左上部为蓝色背景，其中的白色鸢尾花象征圣母玛利亚。
- 下部采用浅色背景，中间描绘了一颗被箭刺穿的红心，放在一本合上的书上。这个图案来源于圣奥斯定，呈现出圣奥斯定皈依的经验。[3]

## 额外装饰
盾徽上还包括一些传统上代表教宗的符号： 
- 一顶主教冠，
- 两把在盾徽后交叉的钥匙。

传统上，教宗牧徽会额外装饰著三层的三重冕、披带与代表圣伯多禄磐石的交叉钥匙。三重冕象征着教皇的权威，而钥匙则象征着在天上和地上释放和束缚的力量。 良十四世的纹章保留了钥匙，但用主教冠代替了三重冕（与方济各、本笃十六世做法相同）。
但三重冕和钥匙仍然作为教宗的象征出现在圣座纹章和梵蒂冈国旗上。

### 格言
良十四世所使用的拉丁语格言是 ，意为“在唯一的天主内，我们合而为一”。这句话引自圣奥斯定有关《圣咏》第128篇的讲道集，诠释了“尽管我们基督徒人数众多，但我们在唯一的基督内是一体”的思想。